# Rebecca Romijn
Rebecca Romijn   (Berkeley, 6 de novembre de 1972) és una actriu i ex model estatunidenca.

## Biografia

### Infància i joventut
Romijn (pronunciat "romain") va néixer a Berkeley, Califòrnia. És filla de Jaap Romijn, un fabricant de mobles i d'Elizabeth Kuizenga, professora d'anglès a una escola pública i autora de llibres de text. El seu pare és nadiu de la localitat holandesa de Barneveld i la seva mare és filla de pares holandesos. Rebecca estudià secundària al Berkeley High School.
Mentre estudiava música a la Universitat de Califòrnia, va començar a treballar com a model per aconseguir diners, i es traslladà a París durant 2 anys. A més de l'anglès, també parla francès i neerlandès.

### Carrera
Romijn ha treballat com a model de banyadors, entre d'altres, per a Sports Illustrated i Victoria's Secret. També va treballar de 1998 a 2000 per al programa de la MTV House of Style, dedicat a la moda. Considerada per molts com una de les dones més belles del món, sempre apareix en les llistes anuals de les més belles en revistes com Maxim  (2003, 2004, 2005, 2006), Askmen.com (2001, 2002, 2003, 2005, 2006) i FHM (2000, 2001, 2002, 2003, 2004, 2005).
Va tenir el primer paper cinematogràfic important a X-Men (2000) interpretant Mística, paper que va repetir a X-Men 2 (2003) i a X-Men: La decisió final (2006). En aquestes pel·lícules el seu vestit consistia en maquillatge blau, i algunes pròtesis col·locades estratègicament sobre el cos nu. També va ser la protagonista principal de la pel·lícula Femme Fatale  (2002) de Brian De Palma. També ha protagonitzat films com Rollerball, The Punisher i Godsend.

### Vida privada
Es casà amb l'actor John Stamos el 19 de setembre de 1998. Durant el matrimoni va usar el nom de Rebecca Romijn-Stamos tant en la vida personal com en la professional. La parella va anunciar la separació el 12 d'abril de 2004 i es van divorciar el primer de març de 2005. Després va tornar a utilitzar el seu nom de naixement.
Al setembre de 2005 anuncià el seu compromís amb l'actor Jerry O'Connell. Es van casar el 14 de juliol de 2007 a Califòrnia. El 28 de desembre de 2008 van néixer les seves primeres filles, les bessones Rebecca Rose i Charlie Tamara Tulip.

## Filmografia

### Cinema
- 1998: Dirty Work de Bob Saget: Dona amb barba
- 1999: Austin Powers: The Spy Who Shagged Me de Jay Roach: Ella mateixa
- 2000: X-Men de Bryan Singer: Raven Darkhölme / Mystique
- 2002: Run Ronnie Run de Troy Miller: Ella mateixa
- 2002: Femme fatale de Brian de Palma: Laure Ash / Lily
- 2002: S1m0ne d'Andrew Niccol: Faith
- 2002: Rollerball de John McTiernan: Aurora
- 2003: X-Men 2 de Bryan Singer: Raven Darkhölme / Mystique
- 2004: El castigador (The Punisher) de Jonathan Hensleigh: Joan
- 2004: Godsend de Nick Hamm: Jessie Duncan
- 2006: X-Men: La decisió final (X-Men: The Last Stand): Raven Darkhölme / Mystique
- 2006: Man About Town de Mike Binder: Nina Giamoro
- 2006: The Alibi de Matt Checkowski i Kurt Mattila: Lola Davis
- 2008: Lake City de Hunter Hill i Perry Moore: Jennifer
- 2010: The Con Artist de Risa Bramon Garcia: Belinda
- 2011: X-Men: First Class de Matthew Vaughn: Raven Darkhölme / Mystique (cameo)
- 2012: Good Deeds de Tyler Perry: Heidi
- 2014: Phantom Halo de Antonia Bogdanovich: Ms. Rose
- 2015: Larry Gaye de Sam Friedlander: Sally
- 2018: The Swinging Lanterns Stories de ?: Malia
- 2018: La Mort de Superman de Jake Castorena: Lois Lane

### Televisió

#### Sèries
- 1997: Friends: Cheryl (temporada 4, episodi 6)
- 1998-2000: House of Style: Ella mateixa
- 1999-2000: Just Shoot Me!: Adrienne Barker (temporada 4 - 8 episodis)
- 2000: Jack and Jill: Paris Everett (temporada 1, episodi 19)
- 2006: Pepper Dennis: Pepper Dennis (paper principal, 13 episodis - també co-productora de 9 episodis)
- 2006-2008: Ugly Betty: Alexis Meade (paper principal després recurrent - 33 episodis)
- 2007: Drawn Together: Charlotte (veu, temporada 3, episodi 9)
- 2007: Carpoolers: Joannifer (temporada 1, episodi 5)
- 2009-2010: Eastwick: Roxanne "Roxie" Torcoletti (paper principal - 13 episodis)
- 2011-2013: NTSF:SD:SUV::: Jessie Nichols (paper principal - 17 episodis)
- 2011: Special Agent Oso: Miss Garcia (veu, temporada 2, episodi 20)
- 2011: The Cleveland Show: Speaker / Graduate (veu, temporada 2, episodi 20)
- 2011: Chuck: Agent Robin Cunnings (temporada 5, episodi 6)
- 2013: King and Maxwell: Michelle Maxwell (paper principal - 10 episodis)
- 2013: Burning Love: Katie (temporada 2, episodis 11 et 13)
- 2015: Key and Peele: Pirata Captiu (temporada 5, episodi 1)
- 2014-2018: The Librarians: Eve Baird (paper principal - 42 episodis)
- 2018: Carter: Cassidy Lenox (temporada 1, episodi 10)

#### Telefilms
- 1999: Hefner: Unauthorized de Peter Werner: Kimberly Hefner
- 2011: Esperit maternal de Kevin Fair: Joanna Maxwell
- 2014: The Pro de Todd Holland: Margot
- 2017: Love Locks de Martin Wood: Lindsey Wilson
- 2019: Star Trerk: Strange New Worlds: Number One